# عدنان بات
عدنان بات (مواليد 12 يوليو 1979) لاعب كريكت بحريني. لعب في عام 2013 في دوري الكريكيت العالمي للدرجة السادسة.

## روابط خارجية
- عدنان بات على موقع إي آس بي آن كريك إنفو (الإنجليزية)